# Pelegrina neoleonis
Pelegrina neoleonis là một loài nhện trong họ Salticidae.
Loài này thuộc chi Pelegrina. Pelegrina neoleonis được Maddison miêu tả năm 1996.